# Vatersland
Vatersland ist ein Filmdrama von Petra Seeger, das am 3. Oktober 2020 beim Film Festival Cologne seine Premiere feierte und am 10. März 2022 in die deutschen Kinos kam. Die Regisseurin verarbeitet in ihrem ersten Spielfilm die eigene Jugend in einer von Männern dominierten Nachkriegsgesellschaft.

## Handlung
Die 48 Jahre alte Filmemacherin Marie steckt in der Krise und hat Schwierigkeiten beim Schreiben eines Drehbuchs. Dann jedoch steht eines Morgens eine Kiste voller Fotos und Filmaufnahmen aus ihrer Kindheit vor der Tür. Diese stammen von ihrem Vater, der als Werksfotograf und auch in der Freizeit leidenschaftlich gerne fotografierte und filmte. So begibt sich Marie auf eine emotionale Zeitreise, von den spießbürgerlichen 1950er Jahren, der Zeit des Wirtschaftswunders, bis in die 1970er Jahre, eine Zeit der sexuellen Revolte. In dieser Zeit wurde sie auch in ein katholisches Mädcheninternat gesteckt.

## Produktion
Regie führte Petra Seeger, die auch das Drehbuch schrieb. Vatersland ist eine Autobiografie Seegers, die von ihrer eigenen Jugend erzählt, jedoch nicht als „Petra“, sondern als „Marie“. Im Abspann des Films steht als Motto „Alles ist autobiografisch, selbst das Erfundene“ des französischen Schriftstellers Claude Simon. Im Film wechseln sich Spielszenen in Rückblenden und mit unterschiedlichen Darstellerinnen für das jeweilige Marie-Lebensalter mit Originaldokumenten aus der Vergangenheit Petra Seegers und mit Szenen aus Maries Gegenwart ab. Die so entstehenden Schnittstellen und Parallelen machten einen Teil der Faszination des Filmes aus, so Gaby Sikorski.

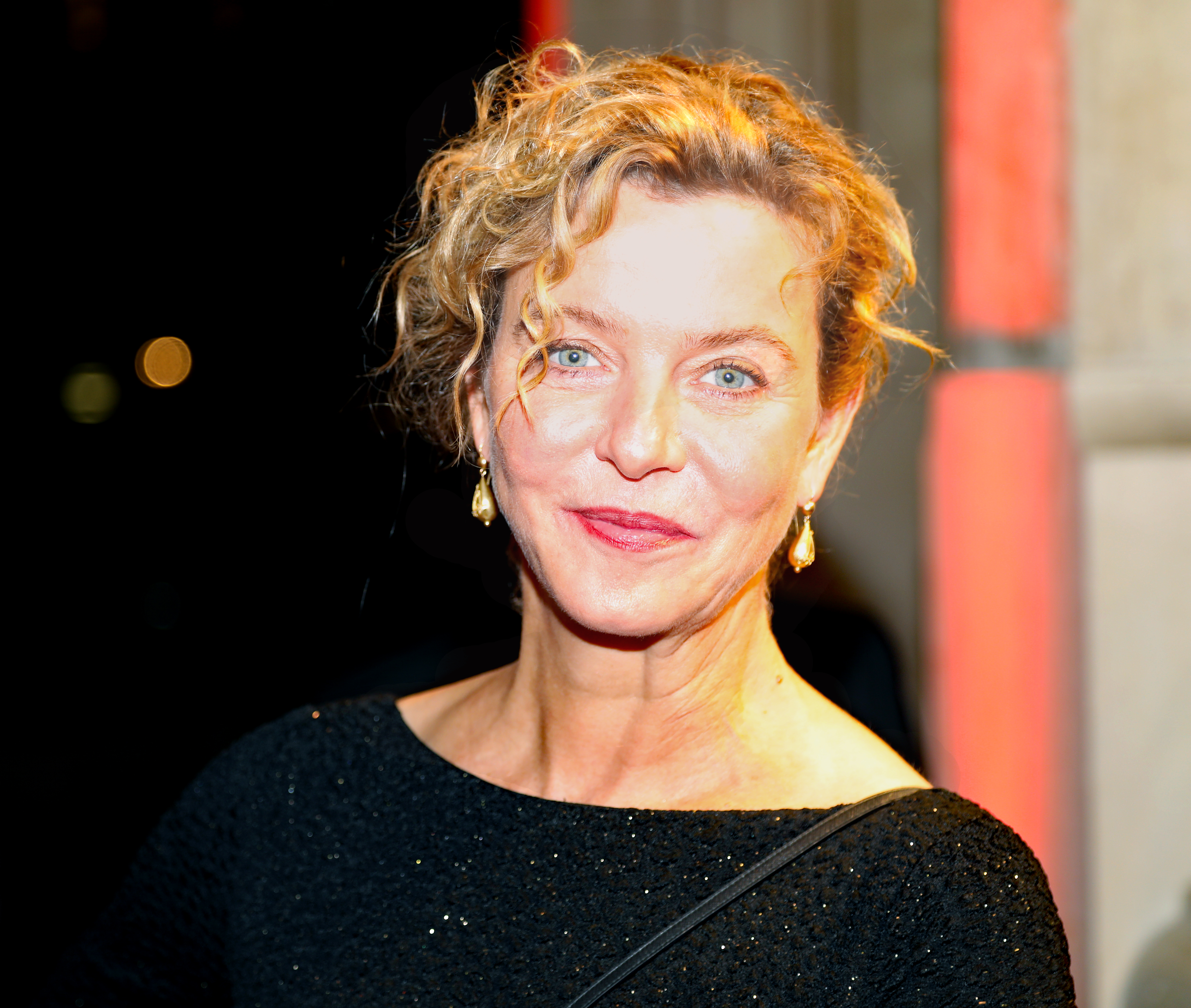
Margarita Broich spielt Marie als Endvierzigerin

Die Protagonistin Marie wird in den verschiedenen Altersstufen von insgesamt vier Darstellerinnen verkörpert, die in einer versöhnlichen Schlussszene zusammenfinden. Felizia Trube ist die kleine Marie, Momo Beier spielt sie als 10-Jährige bis zur Pubertät und Stella Holzapfel als Teenager; als 48-Jährige spielt sie Margarita Broich. Ihr Vater wird von Bernhard Schütz verkörpert.
Die Film- und Medienstiftung NRW förderte die Produktion des Films mit 700.000 Euro und den Verleih mit 20.000 Euro.
Die Dreharbeiten fanden im Herbst 2018 statt. Im November 2018 wurden in Ahrweiler und dem dortigen Kloster Kalvarienberg zahlreiche Schulszenen gedreht, mit der Beteiligung von rund 60 Schülerinnen beider Schulen des Calvarienbergs. Als Kameramann fungierte Hajo Schomerus.
Der Film feierte am 3. Oktober 2020 beim Film Festival Cologne seine Premiere und kam am 10. März 2022, in der Woche des Weltfrauentags, in die deutschen Kinos.

## Rezeption

### Altersfreigabe
In Deutschland wurde der Film von der FSK ab 12 Jahren freigegeben. In der Freigabebegründung heißt es, einzelne Szenen mit dramatisch-bedrohlichen Momenten, die Darstellung von Drogenkonsum sowie eine Sexszene könnten Kinder unter 12 Jahren überfordern. Ältere Kinder könnten diese Aspekte bereits in den Kontext der Handlung und der Zeit einordnen, und die Distanzierung werde ihnen durch das deutlich historische Setting sowie die reflektierende Erzählweise erleichtert.

### Kritiken
Gaby Sikorski, Filmkorrespondentin der Gilde deutscher Filmkunsttheater, bemerkt in ihrer Kritik, die Ambivalenzen, die sich durch die Gegenüberstellung von Vergangenheit und Gegenwart entwickeln, erzielten formal wie inhaltlich eine außerordentliche Wirkung: „Die Erzählebenen wechseln ständig, obwohl die Blickrichtung erhalten bleibt. Es geht um ein Frauenleben, dabei vor allem um die Ablösung vom Vater und vom tradierten Rollenverständnis. Das ist sehr gut durchdacht und deutlich unterhaltsamer, als es sich anhört.“ Auch wenn Maries Erwachsenwerden irgendwie ein feministisches Thema sei, arbeiteten Menschen jeden Geschlechtes an ihrer eigenen Entwicklung und lösten sich von den Traumata und Lasten der Kindheit und Jugend. Auch cineastisch habe der Film einiges zu bieten, so eine aufmerksame, sensible Kameraarbeit. Die Bilder aus Maries Kindheit, wie das Begräbnis der Mutter, seien am einprägsamsten, und es scheine, als ob die Bildsprache umso bewegender wird, je weiter Petra Seeger in ihre beziehungsweise Maries Kindheit zurückgeht.

### Auszeichnungen
Festival des deutschen Films 2021
- Nominierung für den Rheingold-Publikumspreis[9]

Film Festival Cologne 2020
- Nominierung für den Filmpreis NRW[10]